# Google Idol
Google Idol was een talentenjacht-website waar bezoekers konden stemmen op inzendingen van andere bezoekers. 
Later werd Google Idol hernoemd tot Bopsta.
De website kreeg sinds de oprichting in maart 2006 veel media-aandacht. In de eerste maand van het bestaan van de site werden er al meer dan 1 miljoen hits, meer dan 560.000 bezoekers en meer dan 200.000 stemmen geregistreerd. De bezoekers kwamen uit 165 verschillende landen en de deelnemers kwamen uit 25 verschillende landen. De eerste winnaars waren Pomme en Kelly uit Nederland.
Deelnemers moesten zo exact mogelijk bekende liedjes playbacken en er een zo'n leuk mogelijke show omheen bouwen. Kandidaten maakten hun filmpjes met hun webcam en/of videocamera en stuurden de video's in via Google Video. Behoudens dat Google Video gebruikt werd om de filmpjes naar op te sturen, had Google Idol niets van doen met het bedrijf dat schuilgaat achter de zoekmachine Google en ook niet met Idols, of het originele Pop Idol.

## De oprichting
Google Idol werd in maart 2006 gelanceerd door de Australiër Ben Petro, die zijn inspiratie voor dit alles vond op een website van twee Nederlandse meisjes, Pomme en Kelly. Op de website van Pomme en Kelly stonden een aantal liedjes die de meiden nagesynchroniseerd hadden en op hun site vele bezoekers trokken van over de gehele wereld. Het commentaar op de site dat bezoekers konden geven was niets meer dan lof. Toen Petro zijn hersenen liet kraken en tot de oprichting van Google Idol kwam richtte hij zich direct tot Pomme en Kelly, die enthousiast reageerden en mee wilden doen. Het wachten was op meerdere inzendingen, zodat er een heuse competitie opgezet kon worden.

## De opzet
Per competitie, die een maand (4 weken) duurde, waren er acht inzendingen. Er werden diverse categorieën gebruikt om de variatie te waarborgen. Zo zijn het de ene keer filmpjes gemaakt van achter een webcam, terwijl de keer daarna er bijvoorbeeld een echte videoclip wordt nagebootst. De acht inzendingen werden in vier paren van twee verdeeld, wat een kwartfinale opleverde. Vervolgens was het aan het bezoekende publiek om hun stem uit te brengen op hun favoriete act, waarna de act met de meeste stemmen doorging naar de halve finale en later naar de finale. Het liedje met de meeste stemmen in de finale werd gekroond tot winnaar. Deelnemers mogen indien gewenst voor iedere ronde een nieuw liedje insturen. De winnaars, die Gidol werden genoemd, worden beloond met prijzen en kregen een vermelding in de Gidol Hall of Fame.

## Prijzen en goede doelen
De winnaars van Google Idol ontvangen wanneer zij winnen een prijs. Zo ontvingen de winnaars van de eerste competitie een jaar lang gratis webhosting en een eigen domein. Tegelijkertijd denkt de organisatie niet alleen aan haar eigen succes, maar keert het de winnaars tevens 250 Amerikaanse dollar uit, dat ze aan een goed doel naar keuze kunnen schenken.

## Google Idol in de media
Al vrij snel na de oprichting van de site werden Petro en de deelnemers aan de eerste competitie overdonderd door media-aandacht. De primeur was aan de Amerikaanse krant Los Angeles Times dat op 9 maart 2006 een compleet verslag in de krant opnam betreffende de eerste twee kwartfinales, waar ook Pomme en Kelly bij hoorden. Ook in zijn geboorteland kreeg Petro aandacht van de media, zo werd er een stuk geschreven in The Courier Mail en kreeg hij een interview op Hot FM 91.1 radio. In Nederland ging het succes van Pomme en Kelly niet ongemerkt voorbij. De Telegraaf was op 20 maart de eerste die informatie over Google Idol naar buiten bracht. Enkele dagen later werd er een heel item aan gewijd in Editie NL. Vele programma's volgden met reportages over deze nieuwe hype. Pomme en Kelly kregen ook een radio-interview bij Giel Beelen en in de tussentijd groeide ook de media aandacht in andere landen.
Toen Joe & Friends (van de tweede Music Video Competition) uit Nieuw-Zeeland in de halve finale van de tweede Music Video Competition zaten en op het punt stonden om naar de finale te gaan, dachten veel mensen dat het een spannende finale zou worden omdat Joe & Friends het dan tegen Edaz moesten opnemen. 
Maar op 26 mei 2006 (een dag voordat de finales begonnen) werd er een item gewijd aan Google Idol op het Nieuw-Zeelandse nieuws op TV. Ook werd hier opgeroepen om op Joe & Friends te stemmen. Hierdoor slaagden Joe & Friends erin om (met gemak) de tweede Music Video Competition te winnen. Ook werden er veel interviews gehouden met Joe & Friends.

## Versies van Gidol
Er waren verschillende versies van Gidol. Hieronder staan ze allemaal beschreven. 
Gidol Pop was de normale versie van Gidol. Bij deze versie van Gidol moest men de ene keer een show voor de webcam doen, en de andere keer moest men een echte videoclip nabootsen. 
Gidol Rock was grotendeels hetzelfde als Gidol Pop, alleen was men bij Gidol Rock verplicht rocknummers te kiezen om een videoclip bij na te bootsen en om bij te playbacken.
Gidol Kids werkte ook hetzelfde als Gidol Pop, alleen mochten bij deze versie alleen personen van onder de 15 jaar meedoen.

## Gidols

### Pop
| competitie                                   | data                                 | winnaar                 | land             |
| -------------------------------------------- | ------------------------------------ | ----------------------- | ---------------- |
| Google Idol Pop - Webcam Competition 1       | 1 maart 2006 - 1 april 2006          | Pomme & Kelly           | Nederland        |
| Google Idol Pop - Music Video Competition 1  | 15 maart 2006 - 15 april 2006        | Rockin the Bury         | Verenigde Staten |
| Google Idol Pop - Webcam Competition 2       | 1 april 2006 - 20 mei 2006           | Wessel & Christiaan     | Nederland        |
| Google Idol Pop - Music Video Competition 2  | 15 april 2006 - 3 juni 2006          | Joe & Friends           | Nieuw-Zeeland    |
| Google Idol Pop - Webcam Competition 3       | 20 mei 2006 - 8 juli 2006            | Lynne & Tessa           | Duitsland        |
| Google Idol Pop - Music Video Competition 3  | 10 juni 2006 - 29 juli 2006          | Exclamation! Films      | Verenigde Staten |
| Google Idol Pop - Webcam Competition 4       | 8 juli 2006 - 25 augustus 2006       | Love Team               | Frankrijk        |
| Google Idol Pop - Music Video Competition 4  | 28 juli 2006 - 15 september 2006     | Durka Durka Productions | Verenigde Staten |
| Google Idol Pop - Webcam Competition 5       | 25 augustus 2006 - 22 september 2006 | J&C Studios             | Verenigde Staten |
| Google Idol Pop - Music Video Competition 5  | 15 september 2006 - 13 oktober 2006  | Jeskid                  | Verenigde Staten |
| Google Idol Pop - Music Video Competition 15 | 2 augustus 2008 - 8 augustus 2008    | Kurisuchan              | Nederland        |

### Rock
| competitie                                   | data                                 | winnaar                        | land             |
| -------------------------------------------- | ------------------------------------ | ------------------------------ | ---------------- |
| Google Idol Rock - Webcam Competition 1      | 1 april 2006 - 29 april 2006         | Louis & David                  | Verenigde Staten |
| Google Idol Rock - Music Video Competition 1 | 29 april 2006 - 24 juni 2006         | Mica Prazak                    | Canada           |
| Google Idol Rock - Music Video Competition 2 | 28 juli 2006 - 25 augustus 2006      | Manu, Jeff, Devon, Ben         | Verenigde Staten |
| Google Idol Rock - Webcam Competition 2      | 17 augustus 2006 - 15 september 2006 | Sometimes Thursday Productions | Verenigde Staten |
| Google Idol Rock - Music Video Competition 3 | 25 augustus 2006 - 22 september 2006 | Microbefox                     | Canada           |

### Kids
| competitie                       | data                                 | winnaar | land          |
| -------------------------------- | ------------------------------------ | ------- | ------------- |
| Google Idol Kids - Competition 1 | 22 april 2006 - 24 juni 2006         | Julia   | Nederland     |
| Google Idol Kids - Competition 2 | 24 juni 2006 - 17 augustus 2006      | Michael | Nieuw-Zeeland |
| Google Idol Kids - Competition 3 | 17 augustus 2006 - 15 september 2006 | Tommmax | Duitsland     |
| Google Idol Kids - Competition 4 | 15 september 2006 - 13 oktober 2006  | Jole    | Duitsland     |

### Aan de gang
| competitie                              | begon op          | favoriet        | land                |
| --------------------------------------- | ----------------- | --------------- | ------------------- |
| Google Idol Pop - Webcam Competition 5  | 22 september 2006 | Astrid & Fabian | Nederland           |
| Google Idol Rock - Webcam Competition 3 | 22 september 2006 | Dan             | Verenigd Koninkrijk |

## Medailles
De medailles werden bijgehouden op het forum van Google Idol. De drie medailles worden verdeeld op dezelfde manier als op de Olympische Spelen.
| #  | land                | goud | zilver | brons | totaal |
| -- | ------------------- | ---- | ------ | ----- | ------ |
| 1  | Verenigde Staten    | 19   | 13     | 12    | 44     |
| 2  | Duitsland           | 6    | 5      | 5     | 16     |
| 3  | Nederland           | 5    | 4      | 4     | 13     |
| 4  | Canada              | 4    | 3      | 1     | 8      |
| 5  | Verenigd Koninkrijk | 3    | 5      | 4     | 12     |
| 6  | Frankrijk           | 3    | 3      | 2     | 8      |
| 7  | Nieuw-Zeeland       | 2    | 3      | 2     | 7      |
| 8  | Australië           | 1    | 3      | 3     | 7      |
| 9  | Argentinië          | 0    | 2      | 1     | 3      |
| 10 | China               | 0    | 1      | 0     | 1      |
| 11 | Zwitserland         | 0    | 1      | 0     | 1      |
| 12 | Oostenrijk          | 0    | 0      | 1     | 1      |